# Nebulosa Civetta
La Nebulosa Civetta (nota anche come Nebulosa Gufo o con le sigle M 97 o NGC 3587) è una nebulosa planetaria visibile nella costellazione dell'Orsa Maggiore; è stata scoperta da Pierre Méchain nel 1781. Il nome "Nebulosa Gufo" è stato invece assegnato da William Parsons nel 1848 a causa delle due macchie scure, che assomigliano agli occhi di un gufo.
M97 è una delle nebulose planetarie più complesse. Il suo aspetto è stato interpretato come una sfera senza poli, con gli occhi del gufo in corrispondenza delle zone povere di materia ai poli. La sua età è stimata in 6.000 anni.

## Osservazione

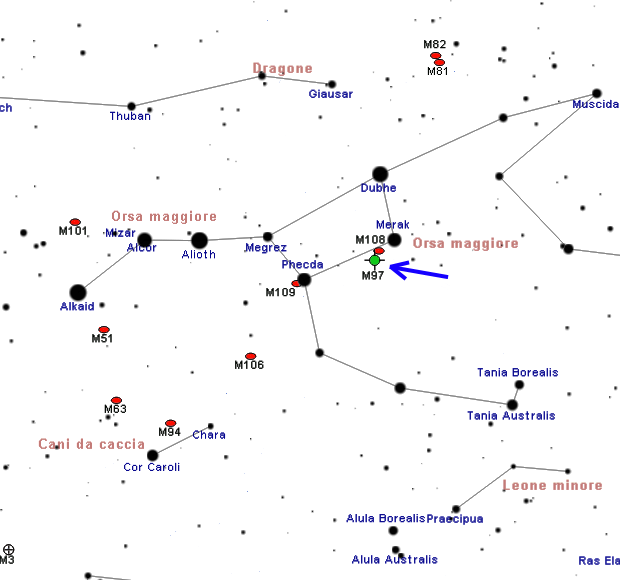
Mappa per individuare M97.

M97 è al limite estremo della visibilità con un binocolo, anche se si osserva nelle notti più propizie; le sue piccole dimensioni apparenti e la sua relativamente bassa luminosità fanno in modo che gli strumenti minimi richiesti per la sua individuazione senza difficoltà siano dei piccoli telescopi amatoriali. Un telescopio da 150mm di apertura è in grado, con dei potenti oculari, di mostrare alcuni dettagli, sebbene i due punti scuri che rappresentano gli "occhi" del gufo si mostrino solo ad ingrandimenti maggiori. La sua posizione è facilmente reperibile, grazie alla vicinanza con la stella Merak (β Ursae Majoris).
La sua declinazione è molto settentrionale: infatti questa nebulosa si presenta circumpolare da gran parte dell'emisfero boreale, come tutta l'Europa e il Nordamerica; dall'emisfero australe invece è possibile osservarla solo fino alle latitudini temperate medio-basse. Il periodo migliore per la sua osservazione nel cielo serale è quello compreso fra gennaio e agosto.

## Storia delle osservazioni
Méchain, lo scopritore della nebulosa, la descrive come una semplice macchia in prossimità di β Ursae Majoris, affermando che è difficile da osservare; la sua prima osservazione di quest'oggetto risale al febbraio del 1781. William Herschel la descrisse come una nebulosa dalla luminosità uniforme e tentò di risolverla in stelle, ma non riuscendoci credette di aver a che fare con un oggetto estremamente lontano; in seguito fu riosservata da Lord Rosse, che identificò due stelle molto piccole nei pressi della regione centrale. Cercò anche di capirne la natura, conducendo diverse decine di osservazioni fra il 1848 e il 1874 e producendo un gran numero di disegni: da uno di questi è stato in seguito tratto il nome proprio che la nebulosa porta tuttora.

## Caratteristiche
M97 è una delle più grandi nebulose planetarie conosciute, in termini assoluti: si estende per un diametro di quasi 3 anni luce e la sua magnitudine apparente è pari a 9,9; la stella centrale invece è una nana bianca estremamente calda, di quattordicesima magnitudine, la cui temperatura superficiale si aggira sugli 85.000 kelvin e la sua massa sarebbe pari a 0,7 masse solari. La distanza dell'oggetto è stata a lungo oggetto di dibattito: le stime variavano da un minimo di 1600 anni luce fino ad un massimo di ben 12.000, il che l'avrebbe posta ben oltre il bordo del piano galattico; oggi si tende ad accettare un valore di 2600 anni luce. La massa totale della nebulosa è di 0,15 masse solari e la sua densità è estremamente bassa, circa un decimo di quella media delle altre planetarie; ciò sarebbe indice dell'elevata età della nebulosa, dato che col tempo si è notevolmente espansa e i suoi gas si sono rarefatti. L'età sarebbe dunque sui 6000 anni.

Il suo aspetto particolare sarebbe invece dovuto alla sua forma a toro o a cilindro torico, visto da una prospettiva obliqua.

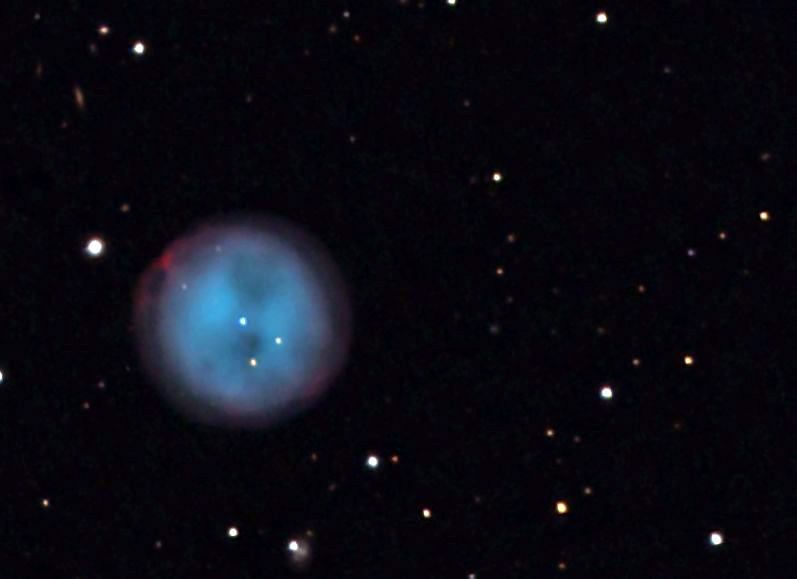
M97
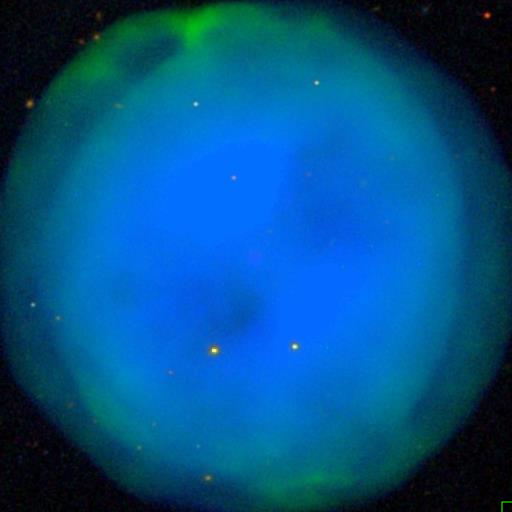
M97  (SDSS DR14)
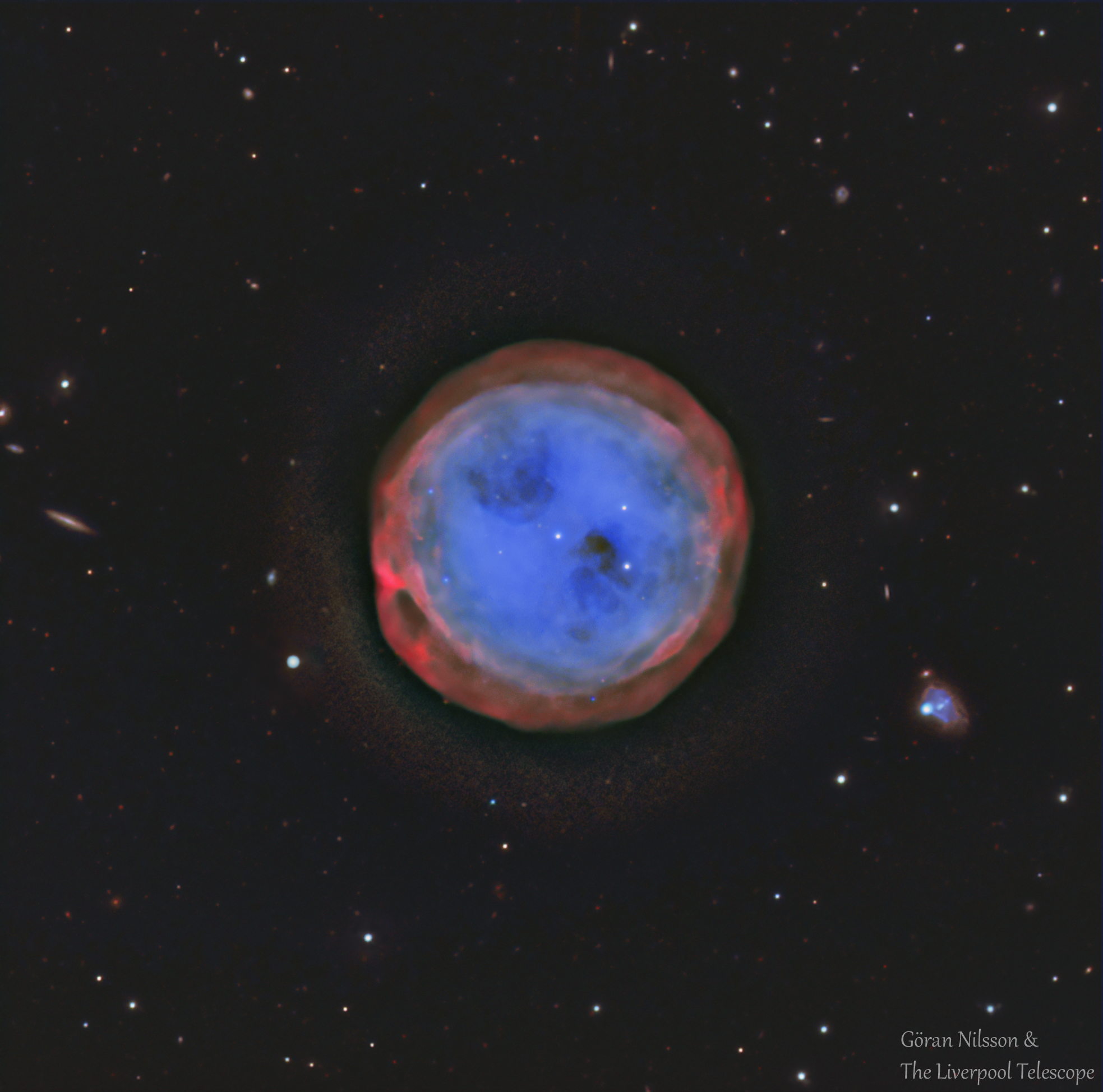
M97  (Liverpool Telescope)
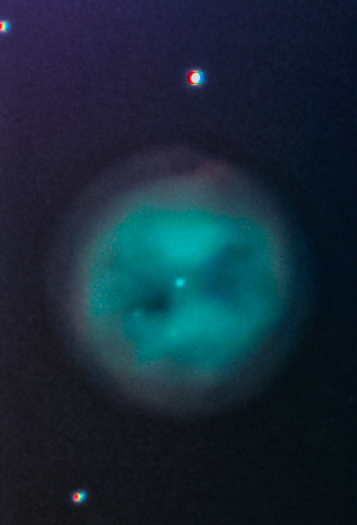
M97 (ripresa amatoriale da telescopio terrestre)

### Libri
- (EN) Stephen James O'Meara, Deep Sky Companions: The Messier Objects, Cambridge University Press, 1998, ISBN 0-521-55332-6.

### Carte celesti
- Toshimi Taki, Taki's 8.5 Magnitude Star Atlas, su geocities.jp, 2005. URL consultato il 7 novembre 2010 (archiviato dall'url originale il 5 novembre 2018). - Atlante celeste liberamente scaricabile in formato PDF.
- Tirion, Rappaport, Lovi, Uranometria 2000.0 - Volume II - The Southern Hemisphere to +6°, Richmond, Virginia, USA, Willmann-Bell, inc., 1987, ISBN 0-943396-15-8.
- Tirion, Sinnott, Sky Atlas 2000.0 - Second Edition, Cambridge, USA, Cambridge University Press, 1998, ISBN 0-933346-90-5.
- Tirion, The Cambridge Star Atlas 2000.0, 3ª ed., Cambridge, USA, Cambridge University Press, 2001, ISBN 0-521-80084-6.